# 气候敏感度

决定气候敏感度的因素图。在增加二氧化碳水平后，会出现初始升温。这种变暖被反馈的净效应放大。自我强化的反馈包括反射阳光的冰的融化和更高的蒸发量，增加了平均大气水蒸气，这是一种温室气体。

气候敏感度是衡量在特定因素导致其气候系统发生变化后地球表面将冷却或变暖的程度，例如大气二氧化碳（CO2）浓度增加一倍时地球表面将变暖多少。 用专业术语来说，气候敏感度是全球平均地表温度响应辐射强迫的平均变化，它驱动地球输入和输出能量之间的差异。 气候敏感度是气候科学中的一项关键指标， 也是气候科学家的重点研究，科学家们希望了解人为全球变暖的最终后果。
地球表面变暖是大气二氧化碳增加以及其他温室气体（如一氧化二氮和甲烷）浓度增加的直接后果。温度升高对气候系统有次要影响，例如使大气中水蒸气增加，而水蒸气本身也是一种温室气体。科学家们并不确切地知道气候反馈有多强烈，而且很难预测温室气体浓度给定增加将导致的准确变暖量。如果气候敏感度被证明是科学估计的偏高，那么《巴黎协定》将全球变暖限制在2摄氏度以下的目标将难以实现。 
气候敏感度的两种主要类型是短期“瞬态气候响应”，即预计在大气二氧化碳浓度翻倍时发生的全球平均温度升高，以及“平衡气候敏感度”，即在二氧化碳浓度翻倍的影响有时间达到稳定状态之后，预计全球平均温度将出现更高的长期升高。气候敏感度通常通过三种方式估计：使用工业时代对温度和温室气体水平的直接观测；使用间接估计的温度和地球更遥远过去的其他测量值；以及用超级计算机对气候系统的各个方面进行建模估计。

## 背景
能量以阳光的形式到达地球并以热辐射的形式离开地球到太空的功率必须平衡，否则地球上任何时候的热能总量都会上升或下降，从而导致行星整体变暖或变冷。输入和输出辐射功率之间不平衡的驱动因素称为辐射强迫。更温暖的行星更快地向太空辐射热量，因此最终达到了新的平衡，温度更高，总能量更高。然而，地球变暖也会产生连锁反应，在加剧的反馈循环中造成进一步变暖。气候敏感度是衡量一定量的辐射强迫会引起多少温度变化的指标。 

### 辐射强迫
辐射强迫通常被量化为瓦特每平方米 (W/m2)，并在定义为地球大气层顶的球形表面上取平均值。 强迫的大小是特定于对应的物理驱动量的，并且是相对于其应用所关注的伴随时间跨度来定义的。 根据 1750 年至 2020 年的长期气候敏感度估算，期间大气中的CO
2增加50%，产生的辐射强迫约为 +2.1瓦/米2 。 在对地球能量不平衡（即加热/冷却速率）的短期贡献的背景下，感兴趣的时间间隔可能与测量或模拟数据采样之间的间隔一样短，因此可能伴随着较小的强迫值。学者对此类强迫在十年时间尺度上进行了分析和报告。  
辐射强迫导致全球温度的长期变化。 许多因素促成辐射强迫：温室效应导致的下降辐射增加、行星轨道变化导致太阳辐射变化、太阳辐照度变化、气溶胶引起的直接和间接影响（例如云层引起的反照率变化），以及土地利用的变化（森林砍伐或反射性冰盖的丧失）。 在当代研究中，温室气体的辐射强迫是众所周知的。截至2019年，气溶胶强迫仍然存在很大的不确定性。 

### 关键数字
二氧化碳水平从 18 世纪的百万分之 280 (280 ppm) 上升到 2020 年超过 415 ppm，当时工业革命中的人类开始燃烧大量的化石燃料，例如煤炭。由于二氧化碳是一种温室气体，它会阻碍热量离开地球大气层。 2016 年，大气二氧化碳水平比工业化前水平增加了 45%，由于非线性效应，二氧化碳增加引起的辐射强迫已经比工业化前时代高出 50% 以上。 <ref>{{Cite journal |last=Myhre |first=Gunnar |last2=Myhre |first2=Cathrine Lund |last3=Forster |first3=Piers M. |last4=Shine |first4=Keith P. |name-list-style=vanc |date=2017 |title=Halfway to d
1. ↑  . Met Office.   [2020-02-14]. （原始内容存档于7 May 2019） （英语）.
2. 1 2  PALAEOSENS Project Members.  (PDF). Nature. November 2012, 491 (7426): 683–691  [24 September 2013]. Bibcode:2012Natur.491..683P. PMID 23192145. S2CID 2840337. doi:10.1038/nature11574. hdl:2078.1/118863. （原始内容存档 (PDF)于15 August 2017）.
3. ↑   (PDF). Australian government. Department of the Environment.   [12 February 2020]. （原始内容存档 (PDF)于12 February 2020）.
4. ↑  Tanaka K, O'Neill BC. . Nature Climate Change. 2018, 8 (4): 319–324. Bibcode:2018NatCC...8..319T. ISSN 1758-6798. S2CID 91163896. doi:10.1038/s41558-018-0097-x （英语）.
5. 1 2  Climate Change: The IPCC Scientific Assessment (1990), Report prepared for Intergovernmental Panel on Climate Change by Working Group I, Houghton JT, Jenkins GT, Ephraums JJ (eds.), chapter 2, Radiative Forcing of Climate 的存檔，存档日期2018-08-08., pp. 41–68
6. ↑  National Research Council. . The National Academic Press. 2005. ISBN 978-0-309-09506-8. doi:10.17226/11175.
7. ↑  Butler J. and Montzka S. . NOAA Global Monitoring Laboratory/Earth System Research Laboratories. 2020  [2022-10-20]. （原始内容存档于2021-04-14）.
8. ↑  . phys.org. 26 March 2021  [2022-10-20]. （原始内容存档于2021-04-18）.
9. ↑  Feldman, D.R., W.D. Collins, P.J. Gero, M.S. Torn, E.J. Mlawer, and T.R. Shippert. . Nature. 2015-02-25, 519 (7543): 339–343  [2022-10-20]. Bibcode:2015Natur.519..339F. PMID 25731165. S2CID 2137527. doi:10.1038/nature14240. （原始内容存档于2021-04-05）.
10. ↑  . MIT News.   [2019-03-30]. （原始内容存档于25 August 2019）.
11. ↑  Myhre et al. 2013; Larson EJ, Portmann RW. . Scientific Reports. 2019-11-12, 9 (1): 16538. Bibcode:2019NatSR...916538L. ISSN 2045-2322. PMC 6851092 . PMID 31719591. doi:10.1038/s41598-019-52901-3 （英语）.